# Bionda anomala
Bionda anomala è stato un programma televisivo italiano di genere talk show, andato in onda su All Music dal 23 maggio 2008 alle 21:30 e proseguito fino all'anno seguente. Conduttrice era Lucilla Agosti, che proponeva interviste a personaggi della televisione italiana. All'interno del programma, della durata di 60 minuti, anche le rubriche Vita da bionda, Il silenzio è bionda, Pin-Up Girl e Problemi di una bionda con Valeria Graci. Alla prima puntata ha partecipato Renzo Arbore, poi si sono succeduti, fra gli altri, Giampiero Mughini, Lory Del Santo e Max Pezzali. Da lunedì 23 febbraio 2009 il programma è stato ritrasmesso in replica, sempre su All Music.